# Buenos Aires, Huitiupán
Buenos Aires är en ort i Mexiko.   Den ligger i kommunen Huitiupán och delstaten Chiapas, i den sydöstra delen av landet, 700 km öster om huvudstaden Mexico City. Buenos Aires ligger 689 meter över havet och antalet invånare är 101.
Terrängen runt Buenos Aires är bergig norrut, men söderut är den kuperad. Runt Buenos Aires är det ganska tätbefolkat, med 70 invånare per kvadratkilometer. Närmaste större samhälle är Simojovel de Allende, 14,4 km söder om Buenos Aires. I omgivningarna runt Buenos Aires växer i huvudsak städsegrön lövskog.